# القنصلية العامة لسويسرا في اسطنبول
القنصلية العامة لسويسرا في اسطنبول هي بعثة دبلوماسية لتمثيل سويسرا تهدف إلى خدمة المواطنين المقيمين في اسطنبول وما حولها

## وصلات خارجية
- الموقع الرسمي